# Idylle Mamba
Pour les articles homonymes, voir Mamba (homonymie) et Danga.
Idylle Mamba, de son véritable nom Lydie Natacha Mamba Danga est une chanteuse franco-centrafricaine née le 2 Août à Bangui, capitale de la République centrafricaine. Elle a été finaliste du Prix Découvertes RFI en 2014. Idylle Mamba compte un album solo: Bêkou sorti en 2013 et deux maxi singles Sango et vous paru en 2010 et Nzangue en 2015. En 2017, elle reçoit le Prix du meilleur artiste Afrique centrale lors de la 11e édition des Canal 2'Or.

## Biographie
Idylle Mamba est née en 1985 à Bangui, la capitale de la République centrafricaine Elle est la benjamine d’une famille de 16 enfants. Son nom de scène Idylle est une anagramme de Lydie son véritable prénom, et son nom Mamba signifie « sourire » en sango, sa langue maternelle.

### Jeunesse et débuts (1994–2003)
Dès l’âge de 5 ans, la toute jeune Idylle rejoint une chorale. Quelques années plus tard, elle intègre Focus Masseka, une formation féminine de Musique Expérimentale à base d’ustensiles de cuisine traditionnelle. Les sons sont issus de mortiers, de couvercles de marmite ou encore de balais. Cette expérience lui ouvre la voie des premières scènes internationales. Elle se produit au Cameroun lors des festivals Douala Masso et Abok-Ingoma en 2001.
En 2003, elle participe au Fespam, le Festival panafricain de la musique au Congo. La même année, elle est lauréate du concours de la chanson francophone organisé par l’Alliance française de Bangui.

### Les années 2004-2010
En 2004, Idylle Mamba fait la première partie de Lokua Kanza surfant ainsi sur son prix lors du concours de la chanson francophone de l’Alliance française de Bangui l’année précédente. Plus tard, elle fait la première partie d'un autre artiste africain Tiken Jah Fakoly. Une bourse de la coopération française lui permet d’intégrer et d’étudier entre 2005 et 2007 au Music Hall de Toulouse en France. Elle y effectue d’ailleurs son premier concert solo.
À la fin de sa formation, elle décide de s’installer au Cameroun et jusqu’en 2009, elle multiplie les scènes au Cameroun, au Gabon et en République centrafricaine. Elle collabore avec de nombreux artistes camerounais parmi lesquels Kareyce Fotso, Corry Denguemo ou encore Parol
En 2010, elle se fait un nom sur la scène camerounaise et internationale en sortant son premier maxi single Sango et vous.

### Collaborations et premier maxi single (201O-2017)
Sango et vous lui vaut des nominations dès 2010, au Couleur Talent de Couleurs tropicales RFI  et au Museke Awards aux États-Unis. Elle prend également part au Festival Gabao à l’institut français de Libreville.
En 2012, elle obtient un visa création de Culturesfrance. Pendant trois mois, Idylle Mamba réside à la Cité internationale des Arts de Paris. Elle profite de l’occasion pour enregistrer une partie de son premier album solo qui sortira l’année suivante.
2013 marque l’année de sortie de son premier album solo Bêkou qui signifie espoir en sango. En septembre, Idylle pose ses valises pour quelques jours à Nice en France à l’occasion  des Jeux de la Francophonie auxquels elle participe.
Elle est finaliste du Prix Découvertes RFI en 2014,. La même année, elle anime l’émission Idylike sur Banguiwood TV.
Son deuxième maxi single voit le jour en 2015. Il est intitulé Nzangue.
Lors de la cérémonie de récompenses des Canal 2'Or acte 11 en Mars 2017, elle reçoit le prix du meilleur artiste Afrique centrale; une catégorie qui regroupe aussi bien les hommes que les femmes se démarquant dans la sous-région. Dans son discours de remerciement ce soir-là, elle a une pensée pour la République centrafricaine, son pays d’origine et le Cameroun son pays d’adoption qui font tous les deux face à des actes violents ou terroristes,.

### Musique et engagement humanitaire
Au début de 2014, Idylle Mamba et Youssou N’Dour enregistre un titre dédié à la paix en RCA. La chanson enregistrée au Sénégal est intitulée One AFrica.
Le titre prône l’amour au moment où la Centrafrique est plongée dans un climat délétère marqué par des violences interreligieuses.
Quelque temps plus tard, elle rejoint le collectif SOS paix en Centrafrique avec lequel elle compose un single éponyme.
En 2016, elle se produit sur scène lors d'un concert à l'occasion de la journée de l'enfant africain à Bangui.
En 2022, elle fait partie des organisateurs du festival « Ti-Î Festival »,, tenu du 20 au 22 octobre à Bangui.

## Influences musicales
La musique d’Idylle Mamba est un mélange de rythmes centrafricains mêlés au jazz, au blues, et à l’Afro folk qu'elle qualifie de Centrafik-Ailleurs, un nouveau genre dont elle est à l'origine. Elle chante en sango, sa langue maternelle, en ewondo une langue camerounaise ou encore en français.

## Discographie

### Album
- 2013 : Bêkou

### Maxi singles
- 2010 : Sango et vous
- 2015 : Nzangue

## Prix et récompenses
- 2004: Prix du Concours de la chanson francophone de l'Alliance française de Bangui[24],[25]
- 2017: Meilleur artiste d'Afrique centrale des Canal 2'Or[16]